# Corambis
Corambis (лат.) — род аранеоморфных пауков из подсемейства Salticinae в семействе пауков-скакунов (Salticidae).

## Распространение
Встречаются на островах Меланезии в Тихом океане (Луайоте, Новая Каледония).

## Описание
Мелкие пауки-скакуны, длина от 3 до 13 мм, основная окраска оранжево-коричневая. Форма тела вытянутая, узкая и плоская. Головогрудь почти вдвое длиннее своей ширины. Габитус сходен с родами Holoplatys, Ocrisiona, Zebraplatys, Paraplatoides, но отличается более толстыми передними ногами, длинными хелицерами, строением ног и пальп.

## Систематика
Род Corambis был выделен в 1901 году французским арахнологом Эженом Симоном для вида Hyctia insignipes Simon, 1880 по материалам из Новой Каледонии. Более ста лет род оставался монотипическим, лишь в 2002 и 2019 годах были описаны ещё несколько видов. По данным филогенетического анализа Maddison (2008, 2015) род включён в трибу Viciriini из клады Astioida (Salticinae: Salticoida: Astioida: Viciriini). На Новой Каледонии сходен с родам Rhondes, Penionomus и Trite.
- Corambis foeldvarii Szüts, 2002 — Новая Каледония
- Corambis insignipes (Simon, 1880) — Луайоте, Новая Каледония typus
- Corambis jacknicholsoni Patoleta & Żabka, 2019 — Новая Каледония
- Corambis logunovi Patoleta & Żabka, 2019 — Новая Каледония
- Corambis pantherae Patoleta & Żabka, 2019 — Новая Каледония[1].